# نيكولاي جوكوفسكي
نيكولاي يغوروفيتش جوكوفسكي (بالروسية:Николай Егорович Жуковский) (ولد في 17 يناير 1847 - وتوفي في 17 مارس 1921 في موسكو) رياضياتي وميكانيكي موائع روسي. اعتبر أب الطيران الروسي.
بعد دراسته الرياضيات والفيزياء في جامعة موسكو أصبح أستاذا في المدرسة التقنية في موسكو. أسس معهد تساجي، المتخصص في علوم الطيران.

## الروابط الخارجية
- نيكولاي جوكوفسكي على الموقع الرسمي الأكاديمية الروسية للعلوم